# Youtiao

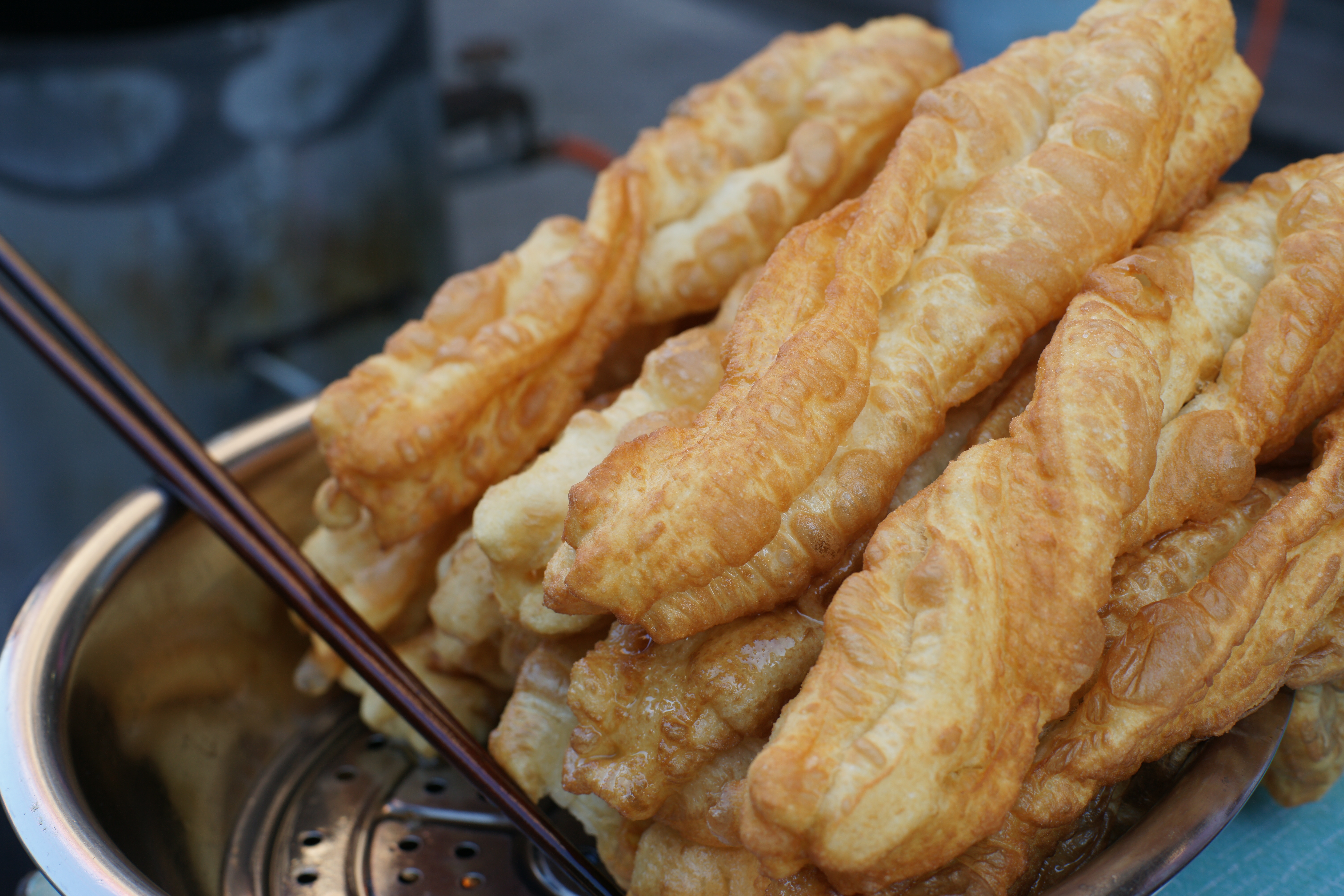
Youtiao chinês

O Youtiao, é uma longa tira de massa frita castanho-dourada, comum na China e (com outros nomes) noutras culinárias do leste e sudeste asiático. Convencionalmente, os youtiao são ligeiramente salgados e feitos para que possam ser partidos em dois, ao comprido.

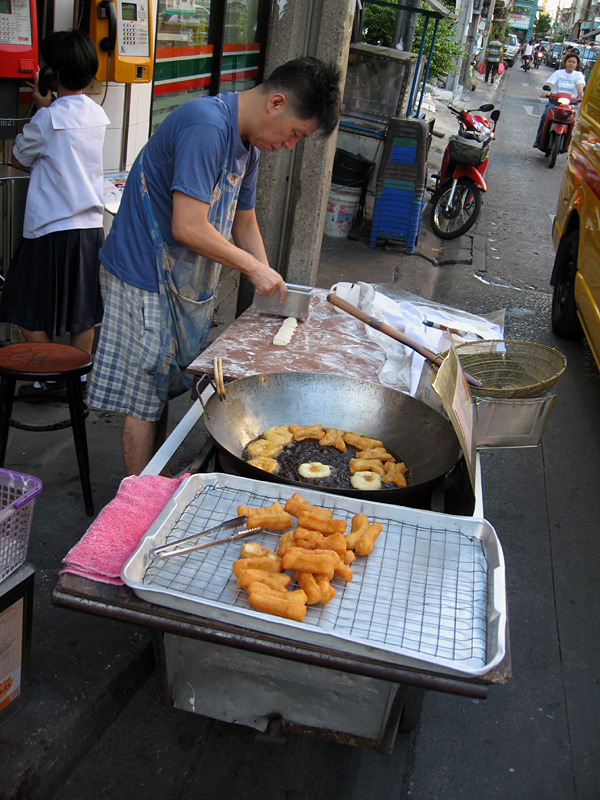
Vendedor de rua de Youtiao em Bangkok

Os Youtiao são normalmente consumidos ao pequeno-almoço / desjejum como acompanhamento de papinha de arroz, leite de soja ou leite com açúcar.Youtiao pode ser denonimado noutros locais como cruller chinês, churro frito chinês, palito de óleo chinês, rosquinha chinesa, palito de pão chinês e palito de pão frito.
Na Malásia, Indonésia e Singapura, os youtiao são chamados You Char Kway, Cakwe, Cakoi, Kueh e Kuay e nas Filipinas, chamam-lhes Bicho / Bicho-Bicho ou Shakoy.

## Uso e variantes culinárias

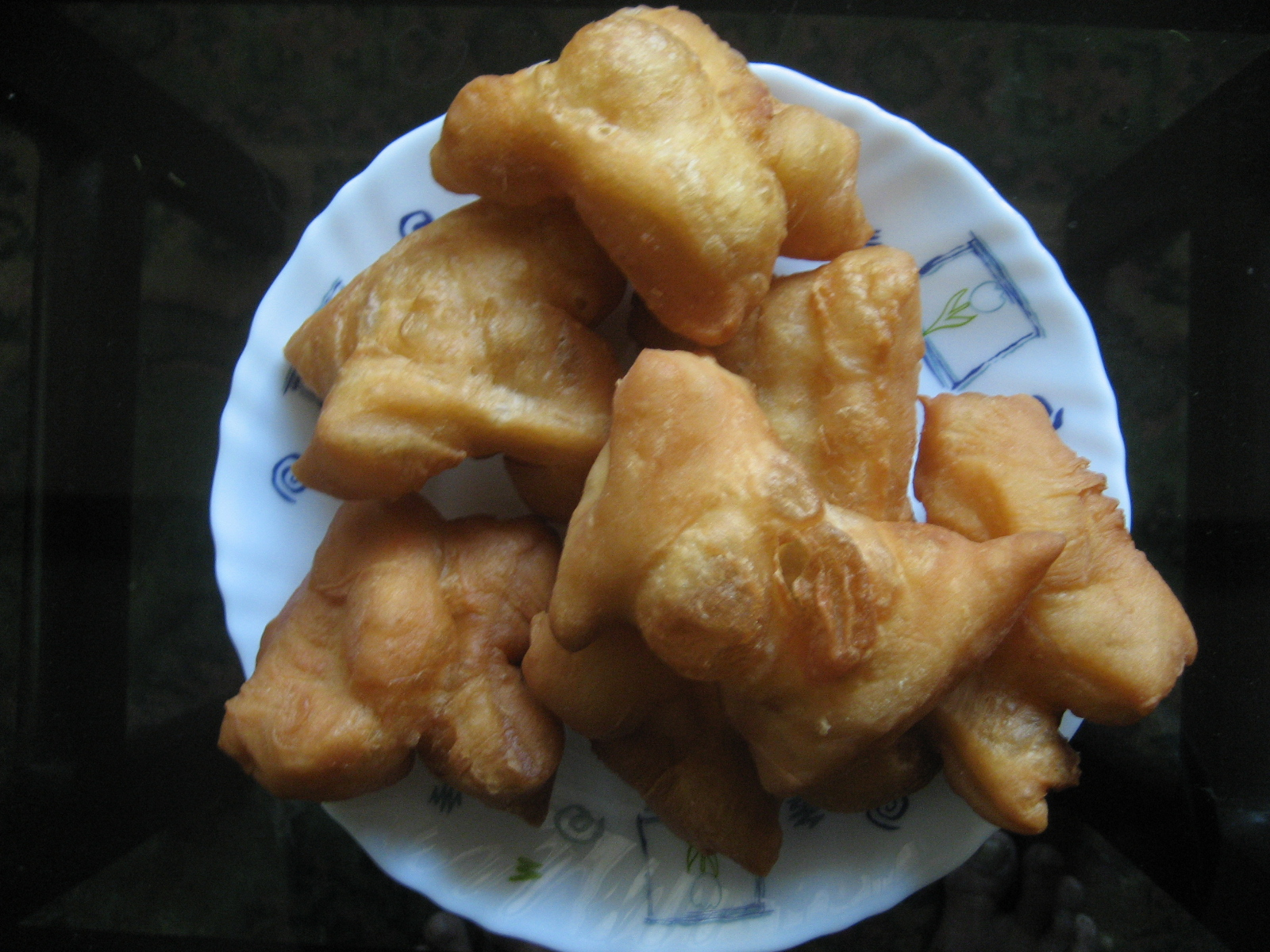
O youtiao é um pequeno-almoço popular em Mianmar

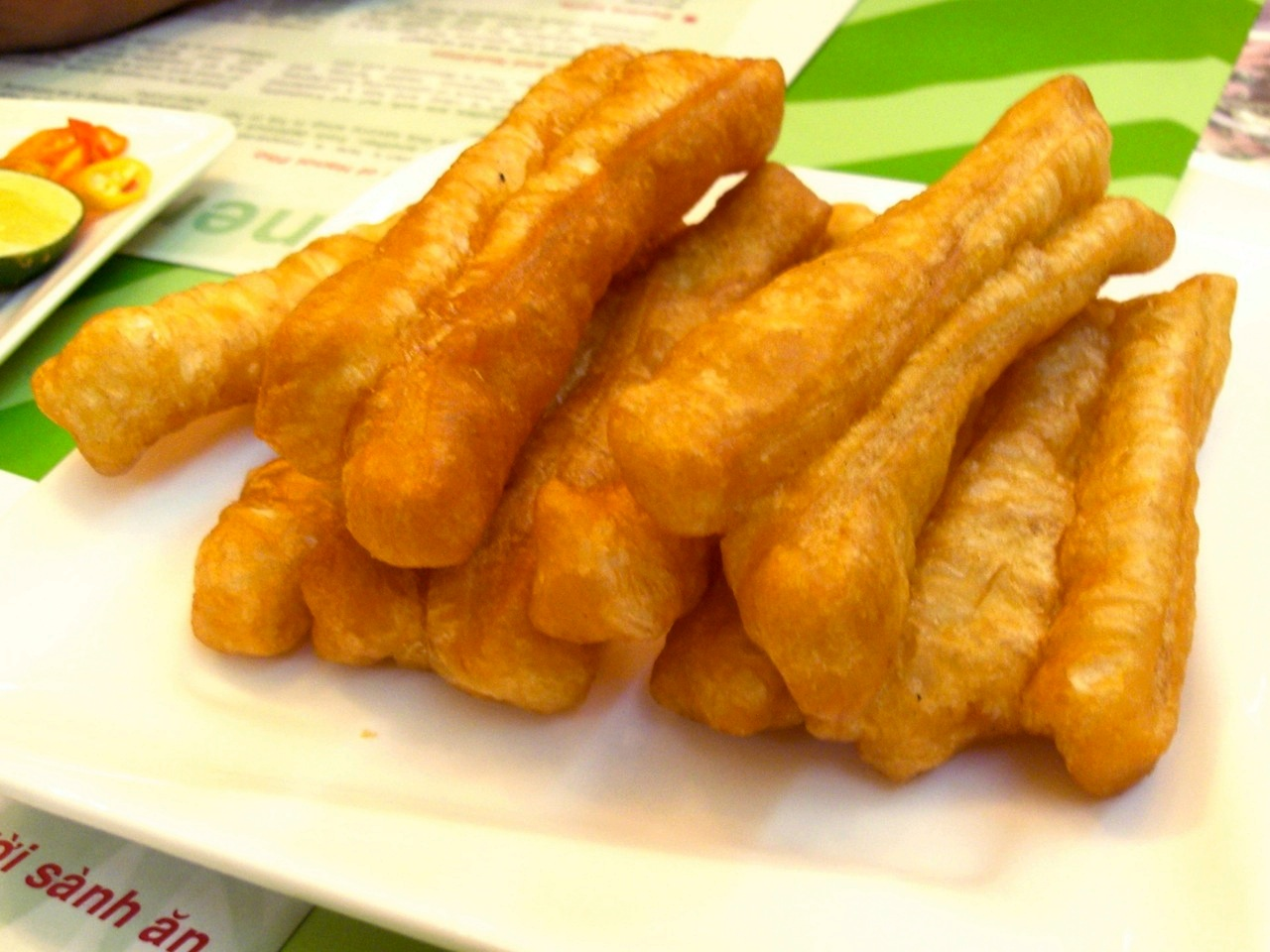
Quẩy, youtiao vietnamita

Ao pequeno-almoço o youtiao pode ser recheado dentro do shāobǐng fazendo um sanduíche conhecido como shāobǐng yóutiáo.
O youtiao envolto num rolo de massa de arroz é conhecido como zháliǎng.
Em Yunnan, noodles de farinha de arroz assada geralmente enrolada num youtiao é conhecida como shaoerkuai.
Um nome adicional noutra variante de sanduíche é jianbingguǒzi.
Às vezes, Youtiao é mergulhado em vários líquidos, por exemplo, a sopa xidoufen, leite de soja (doce ou salgado) e molho de soja.
Youtiao é ainda um ingrediente importante da comida Cifàn tuán na culinária de Xangai.
No Cambodja, é chamado chhakhvay (ឆា ខ្វៃ) e geralmente é consumido com canja de arroz (papa) ao pequeno-almoço.
Na Tailândia, youtiao ou pathongko (ปาท่องโก๋) em tailandês, são consumidos ao desjejum com leite de soja ou papa.
No Vietname é denominado com uma mistura Sino-vietnamita que tenta aproximar-se do nome cantonês, dầu cháo quẩy, giò cháo quẩy ou simplesmente, quẩy. 油 ("Dầu/giò") 鬼 ("quỷ/quẩy") aproximação ao Chinês.
No Vietname, giò cháo quẩy é consumido tipicamente com canja (congee), pho em Hanói, e por vezes com noodles wonton (mi hoanh thanh).

## Vêr também
- Alimentos de massa frita
- Lista de pratos chineses
- Lista de variedades de rosquinha
- Lista de frituras
- Lista de salgadinhos
- Lista de alimentos de rua
- Zhaliang
- Ci fan tuan

### Alimentos chineses semelhantes
- Pastelaria de língua de boi
- Shuangbaotai

### Outros alimentos similares
- Boortsog da Mongólia e Ásia Central
- Churro de Iberia
- Cruller
- Beignet de Nova Orleans (EUA)
- Tenkasu do Japão